# Xiquets d'Alcover
Els Xiquets d'Alcover eren una colla castellera d'Alcover, a l'Alt Camp. Inicialment, la formació va ser activa des del 1984 fins al 2009. Tres anys després de desaparèixer, l'any 2012 es va refundar amb un nou nom i color de camisa fins al 2019 que es va tornar a dissoldre. Alcover va ser l'únic municipi de la comarca, a més a més de Valls, que tenia colla castellera.
La primera fundació va ser l'any 1984 sota el nom de Xiquets de la Vila d'Alcover. Vestien camisa de color grana. Les seves màximes fites van ser carregar el dos de set i el quatre de vuit. Després de passar-se un any i mig sense actuar, a començament del 2009 la colla va decidir dissoldre's en una assemblea extraordinària on assistiren onze persones.
El 2012, però, la colla es va tornar a constituir com a Xiquets d'Alcover. Va canviar el color de la camisa triant un verd oliva. En aquesta segona etapa les millors fites van ser descarregar el pilar de 5 i el 2 de 6. També van arribar a fer un intent del 3 de 7 que no van assolir.
Al juny del 2019, en vista de que els resultats de les darreres campanyes no havien acompanyat i el nombre de camises s'havia reduït als assajos i a les places, la colla va decidir suspendre tots els seus compromisos però seguir assajant esporàdicament, a l'espera de temps millors. Finalment, el setembre de 2019 van decidir dissoldre la colla, el que va ser la fi a la segona etapa castellera de la vila.